# Ugly (pel·lícula)
Ugly és una pel·lícula thriller en hindi del 2013 escrita, coproduïda i dirigida per Anurag Kashyap. Produïda conjuntament per Phantom Films i DAR Motion Pictures, la pel·lícula és protagonitzada per Rahul Bhat, Ronit Roy, Tejaswini Kolhapure, Vineet Kumar Singh, Girish Kulkarni, Surveen Chawla i Anshika Shrivastava en els papers principals. També compta amb l'actor de televisió Abir Goswami en la seva última aparició al cinema abans de la seva mort el 2013. Explicat al llarg d'una setmana, Ugly segueix la història d'un actor que lluita amb Rahul Varshney (Bhat), la filla del qual Kali (Shrivastava) desapareix, i els esdeveniments que segueixen.
Kashyap va tenir la idea de la pel·lícula des del 2006 i va començar a escriure el guió després de parlar amb un dels seus amics, que estava a l'Grup de Tasca Especial, Lucknow, sobre casos de segrest. Va triar actors que poguessin connectar amb els personatges de la pel·lícula. La banda sonora i la música de fons de la pel·lícula van ser compostes per Brian McOmber i G. V. Prakash Kumar respectivament, mentre que Gaurav Solanki va escriure la lletra. Nikos Andritsakis va servir com a director de fotografia de la pel·lícula i Aarti Bajaj va ser el seu editor.
Ugly es va estrenar a la secció Quinzena de Cineastes al 66è Festival Internacional de Cinema de Canes. També es va projectar al Festival de Cinema Indi de Nova York de 2014, al tercer Festival Internacional de Cinema de Ladakh i al Festival de Cinema Indi de Los Angeles. El pòster digital de la pel·lícula es va estrenar el 8 de maig de 2013. Les circumstàncies que van portar al naixement de Kali es van fer per separat com a curtmetratge, titulat Kali Katha, i es va estrenar a YouTube el 23 de desembre. 2014 La pel·lícula es va estrenar a les sales el 26 de desembre de 2014 després d'un retard de dos anys a causa de la negativa de Kashyap a portar advertències estàtiques contra el tabaquisme. Havia presentat un cas al jutjat, però finalment el va perdre. Després de l'estrena, la pel·lícula va rebre elogis de la crítica i va ser un èxit comercial, guanyant més de 6.24 crore ₹ (650.000 dòlars) a tot el món.

## Argument
Shalini (Tejaswini Kolhapure) és una mestressa de casa deprimida que intenta suïcidar-se, però és interrompuda per la seva filla de deu anys del seu primer matrimoni, Kali. Shalini truca al seu marit DCP (Detecció) Shoumik Bose (Ronit Roy), demanant diners però ell es nega. El seu germà Siddhant (Siddhanth Kapoor) intenta convèncer Bose perquè passi iPhones de contraban. Rahul (Rahul Bhat), el primer marit de Shalini i pare biològic de Kali, porta a Kali a una feina, on decideix quedar-se al cotxe. Mentre Rahul espera el seu director de càsting, un venedor de joguines intenta cridar l'atenció de Kali amb màscares infantils. En Chaitanya (Vineet Kumar Singh) arriba aviat i li dóna a Rahul un guió de pel·lícula i li informa que Kali no anava al seu cotxe. El duet torna precipitadament i la troba desapareguda. Chaitanya pregunta al venedor de joguines sobre Kali i s'adona que té el seu telèfon. L'home intenta fugir, però finalment és assassinat per un cotxe mentre és perseguit pels dos. Més tard van a la comissaria per denunciar la desaparició de Kali. L'inspector de la policia local Jadhav li pregunta a Rahul per què viatjava amb la seva filla. Rahul diu que des del seu divorci, només es pot trobar amb Kali els dissabtes. Dos agents troben la casa del venedor de màscares i li pregunten a la seva tia sobre Kali, però ella diu no saber res.
Bose escolta al telèfon de la Shalini la seva conversa amb Rakhee (Surveen Chawla), una actriu de cinema de grau B. Després de ser informat del segrest de la seva fillastra, arriba a l'estació i colpeja en Chaitanya. Bose acusa en Rahul del segrest i li mostra la gravació de la conversa de Rahul i Shalini on ella no volia que Kali el conegués. Més tard, Bose li recorda els seus dies universitaris quan el solia intimidar.
Dissimulant la seva veu, Chaitanya truca a Rahul i demana un rescat. En canvi, Bose rep la trucada. Chaitanya també informa al seu agent que realitzi una audició de nenes de deu anys per recrear diàlegs per a una trucada de rescat. L'endemà, Jadhav segueix Chaitanya a la seva oficina, on la policia li toca el telèfon i descobreix que està endeutat. És arrestat com a sospitós d'haver segrestat Kali. Rahul s'escapa de la captivitat de la policia després que un metge arribi a la seva revisió. Més tard, en Bose escolta una de les converses de Shalini, en què explica com la Rahul solia colpejar-la després del matrimoni i com va conèixer en Bose després de presentar una denúncia. Jadhav interroga Chaitanya que diu que havia demanat un rescat perquè en Bose estava més interessat en el seu rancor personal amb Rahul que en el segrest. En Rahul li diu a Bose que Chaitanya no podria haver segrestat en Kali, ja que és conscient de la manca de fons d'en Rahul. La policia amplia el seu operatiu de recerca.
Chaitanya utilitza l'audició d'una noia per demanar un rescat a Rahul. Rahul, que és a casa de Rakhee, li explica a Chaitanya sobre la trucada, que la policia l'escolta. Chaitanya li diu que parli amb en Bose, que pot organitzar els diners. Més tard, Rakhee insta a Shalini a pagar el rescat. Chaitanya és el proper arrestat per la policia, i Rahul, que escapa, és arrestat després d'intentar robar una joieria. Rakhee truca a Rahul i, utilitzant la mateixa veu gravada, demana un rescat. Siddhant també fa una trucada de rescat de ₹50 lakh (US$60,000) a Shalini, que demana al seu pare ₹65 lakh (US$78,000). Li demana a Rakhee que amagui ₹15 lakh (US$18,000) i li lliura la resta. Rakhee finalment fuig, robant els diners. Bose li pregunta sobre els diners, però ella no respon i li dispara a l'espatlla. Siddhant és arrestat amb els diners. Jadhav li diu a Rahul que lliuri els diners al segrestador, però Chaitanya esquiva la intercepció policial i llença el seu telèfon. Rahul, Chaitanya i Rakhee ara tenen els diners i en Rahul truca en Bose per burlar-lo. En adonar-se que en Bose desconeix el parador de Kali, Rahul assassina Chaitanya, mentre que Rakhee se'n va tranquil·lament amb els diners. La policia torna al mercat i parla amb una dona que coneixia el venedor de joguines i descobreix que tenen antecedents de segrest de nens. La dona finalment condueix la policia a Kali dins del sidecar d'una bicicleta, on la troben morta. La policia descobreix que havia estat segrestada pel venedor de joguines, que abans havia mort en la persecució.

## Repartiment
- Rahul Bhat com a Rahul Kapoor/Varshney
- Ronit Roy com a Shoumik Bose
- Tejaswini Kolhapure com a Shalini Bose
  - Alia Bhatt com a jove Shalini (aparició de cameo)
- Vineet Kumar Singh com a Chaitanya Mishra
- Surveen Chawla com a Rakhee Malhotra
- Siddhanth Kapoor com a Siddhant
- Girish Kulkarni com a inspector Jadhav
- Abir Goswami com a ACP Gupta
- Anshika Shrivastava com a Kali Varshney
- Saharsh Kumar Shukla com a Gangster Pujari
- Ajay Purkar com a ACP Godbole

## Producció

### Desenvolupament
El director Anurag Kashyap va dir en una entrevista que la gènesi de Ugly va començar a partir del seu propi matrimoni trencat i la relació amb la seva filla. Va esmentar que la seva culpa de no passar prou temps amb ella quan era alcohòlic també va donar forma a la pel·lícula. Va afirmar que els primers deu minuts de la pel·lícula provenen de les seves experiències personals. Portava treballant en el seu guió des del 2006. Més tard, Kashyap va conèixer el seu amic Amit Pathak, que era el cap de l'Special Task Force a Lucknow i va parlar amb ell sobre casos de segrestos de la vida real i com es van abordar. També va explicar tota la "lògica" d'aquests casos de segrest i com funcionen. El més impactant que Kashyap sabia d'ell va ser que en el vuitanta-cinc per cent dels casos de segrest, no hi ha trucades de rescat, i són abduccions basades en vendetta. Més tard va incloure diversos incidents de la vida real. al guió com un cas d'un oficial del Servei Administratiu Indi la dona del qual va presentar un cas de brutalitat contra ell.
Després de la recerca, Kashyap va acabar el guió i el va donar a llegir a algunes persones que consideraven que "era una pel·lícula molt fosca i intensa". Va dir: "Sabia que només podia fer-la després d'haver fet una pel·lícula d'èxit. Així que Gangs of Wasseypur em va permetre la llibertat de fer aquesta pel·lícula sense compartir el guió amb ningú. Acabo de dir a la gent que volia fer un drama de segrest i que confiés en mi." La història de la pel·lícula s'explica al llarg d'una setmana. Kashyap va anunciar Ugly el maig de 2012.

### Càsting
Per al càsting, Kashyap va triar actors que poguessin connectar amb els personatges de la pel·lícula. Va trobar molts paral·lelismes entre la vida real de Rahul Bhat i el seu personatge a la pel·lícula i, per tant, li va donar el paper d'un actor fallit. Els dos havien discutit anteriorment el projecte el 2012. Per preparar-se per al seu paper, Bhat va començar a consumir alcohol molt i es va privar de dormir per crear cercles foscos al voltant de la cara del seu personatge. Tejaswini Kolhapure, segons Kashyap sabia "què passa quan prens males decisions a la vida", ja que la seva primera pel·lícula, Paanch, dirigida per Kashyap, no es va estrenar mai. Fa el paper d'una mare alcohòlica, per la qual en realitat va consumir alcohol mentre rodava. Ronit Roy va actuar en el paper d'un oficial de policia superior.
Vineet Kumar Singh va fer el paper de director de càsting. Kashyap havia vist Girish Kulkarni en pel·lícules com com Vihir (2010) i Deool (2011) i volia treballar amb ell. Va conèixer el seu director Umesh Vinayak Kulkarni a Dinamarca, que li va dir que a Kulkarni li encantaria treballar amb ell. Després, Kashyap va tornar i el va cridar per Ugly. Surveen Chawla interpreta el paper d'una actriu de cinema de grau C, a qui va descriure com "noia grossa i grollera d’articles de grau C que és lletja per dins". La pel·lícula compta amb l'última aparició de l'actor de televisió Abir Goswami abans de la seva mort el 2013. Siddhanth Kapoor va ser seleccionat a Ugly abans de la seva pel·lícula debut Shootout at Wadala (2013), ja que volia treballar amb Kashyap. Alia Bhatt va fer una breu aparició a la pel·lícula.

### Rodatge
Kashyap va rodar tota la pel·lícula sense donar cap guió als seus actors principals, ja que sentia que la pel·lícula "exigia" això. mentre la càmera es va mantenir rodant. Els actors van conèixer la pel·lícula, quan es va estrenar al Festival de Canes. Kashyap havia dit a Bhat i altres actors que volia fer aquesta pel·lícula el 2012. Van passar els dos anys següents parlant i coneixent-se. La nena de la pel·lícula es diu Kali (en hindi per brot), que, segons l'autor Vaiju Naravane, representa "la innocència intacta". Anshika Shrivastava, que va interpretar el personatge, desconeixia la història, i Kashyap va demanar als seus pares que no li mostressin la pel·lícula perquè considerava que era massa jove per al tema.El dia del rodatge, Kashyap va donar a Roy l'escena del dia que es va negar a llegir i va dir: "Li vaig dir a Anurag que ara que no hi havia guió, li deixaré el rodatge completament". Per a una seqüència, on en Bhat va haver de plorar, Kashyap va continuar parlant amb ell durant tres hores i finalment es va trencar i va plorar. La càmera va continuar rodant durant aquest període. La pel·lícula es va rodar àmpliament en ubicacions reals. Mentre rodava una escena on el seu personatge és detingut per la policia, Singh va rebre una bufetada cinquanta vegades més forta en termes reals. Les seves mans estaven emmanillades i lligades al sostre per representar la tortura real de tercer grau. Va ser perquè Kashyap volia representar una reconstrucció realista dels mètodes policials a l'Índia. Es va improvisar una escena on tant Singh com Bhat parlen amb l'inspector de la comissaria de policia, perquè Kashyap volia mostrar la veritable "apatia policial i l’abús de poder".
Kashyap va rodar tota la pel·lícula als suburbis de Bombai per crear la sensació de constricció. Va treballar amb un nou director de fotografia, Nikos Andritsakis, que treballa amb Dibakar Banerjee, ja que volia rodar als "espais restringits" de la ciutat. Van rodar la majoria de les escenes en un o dos angles. Els suburbis eren llocs on rodar a causa de la multitud constant i, per tant, l'equip va decidir utilitzar càmeres ocultes per capturar la major part de les escenes originals, especialment les que es van rodar a Bandra i l'estació de tren de Lonavala. Com a resultat, els actors no tenien la llibertat de fer tantes represes com podrien haver fet en un plató. Kashyap la va anomenar la seva pel·lícula més "brutalment honesta". Ugly es va rodar durant catorze hores al dia per complir el programa i es va completar en quaranta dies. Kashyap volia que l'escena on Siddhant aconsegueixi els diners fos hiper-estilitzada, i va tractar l'escena "com un orgasme". Va dibuixar la semblança de l'escena amb l'afany d'un home per tenir sexe, que és sobtat i intens. Va recordar tot el rodatge una experiència "emocionalment esgotadora".

### Postproducció
Ugly va ser editat per Aarti Bajaj i la mescla de so va ser feta per l'enginyer d'àudio Mandar Kulkarni de Bombai amb l'ajuda d'Alok De. Escenes com un accident de trànsit de la pel·lícula es van rodar en diferents llocs i després es van fusionar amb efectes visuals proporcionats per Balakrishna P. Subbiah Nadar. La pel·lícula està produïda conjuntament per Phantom Films i DAR Motion Pictures.

## Banda sonora
La banda sonora de l'àlbum de la pel·lícula està composta pel compositor de cinema tàmil G. V. Prakash Kumar. Aquesta és la seva tercera pel·lícula hindi que va compondre després de Joker i Gangs of Wasseypur, en què va compondre la banda sonora per a la sèrie de dues parts. Totes les cançons van ser escrites de Gaurav Solanki, tret d’una cançó "Ugly" que va ser escrita per Vineet Kumar Singh. Artistes com Kumar, Shilpa Rao, Singh, Ishq Bector, Christopher Stanley, Barkha Swaroop Saxena i Shree D van proporcionar les veus. Brian McOmber va proporcionar la puntuació de fons. Els drets de l'àlbum són adquirits per Zee Music Company i consta de cinc cançons. Va ser llançat el 24 de novembre de 2014.Segons un crític de Sify, la cançó "Nichod De" es va burlar de l'item number i la seva música i lletres cursis.
| 1.            | «Suraj Hai Kahan» | G. V. Prakash Kumar                      | 5:16  |
| 2.            | «Papa»            | Shilpa Rao                               | 3:16  |
| 3.            | «Nichod De»       | Barkha Swaroop Saxena                    | 4:03  |
| 4.            | «Money»           | Christopher Stanley                      | 3:42  |
| 5.            | «Ugly»            | Ishq Bector, Vineet Kumar Singh, Shree D | 3:39  |
| Durada total: | Durada total:     | Durada total:                            | 19:56 |

## Màrqueting i llançament

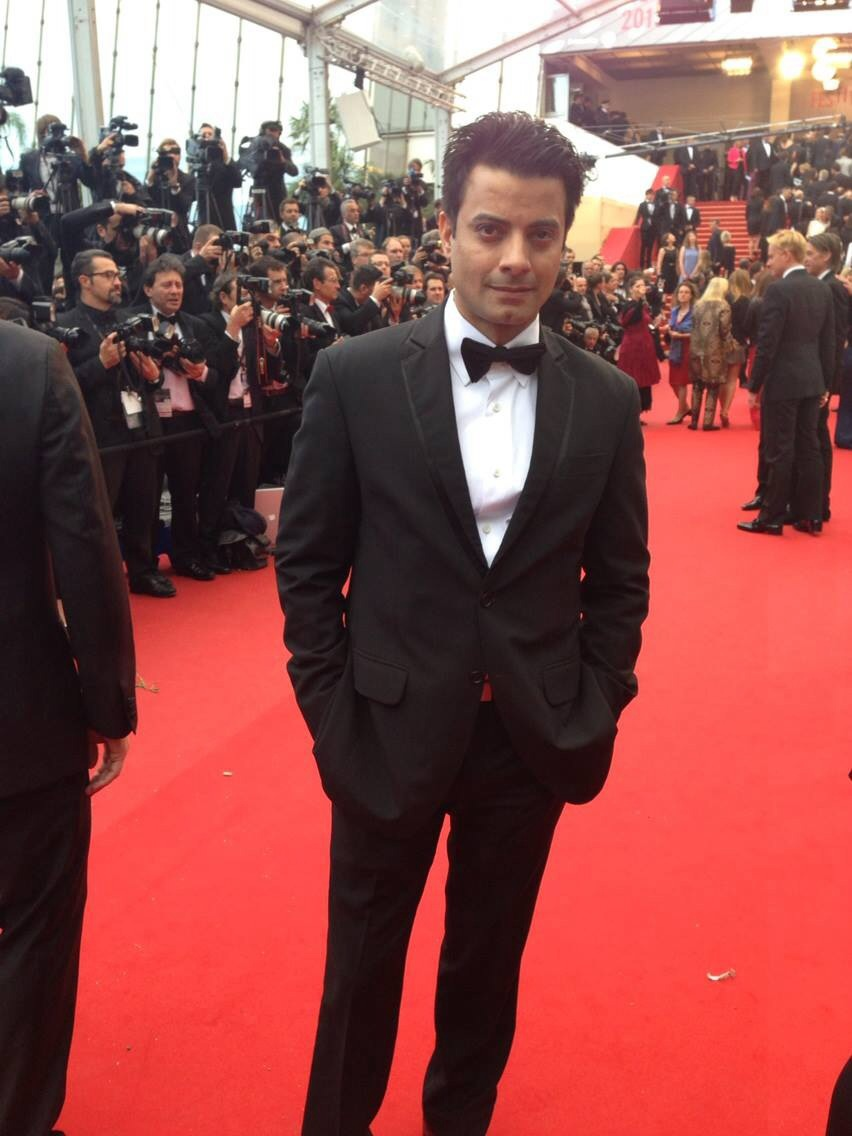
Bhat a l'estrena de la pel·lícula a Cannes el 2013.

Ugly es va estrenar a la secció Quinzena de Cineastes del 66è Festival Internacional de Cinema de Canes on va rebre una gran ovació. També es va projectar al Festival de Cinema Indi de Nova York de 2014, al tercer Festival Internacional de Cinema de Ladakh i al Festival de Cinema Indi de Los Angeles. Kashyap tenia Inicialment pretenia que la pel·lícula s'estrenés el 2013, però es va endarrerir perquè havia presentat una petició impugnant la Llei de cigarrets i productes del tabac, que obliga els cineastes a retallar o emmascarar qualsevol escena que mostri l'ús de tabac a l'Índia. Tanmateix, l'Alt Tribunal de Bombai es va negar a donar cap concessió. La Central Board of Film Certification va exigir que un avís estàtic "Fumar és perjudicial per a la salut" s'hagués publicat a la cantonada inferior dreta del fotograma sempre que es mostrés un personatge de la pel·lícula fumant. Kashyap va lluitar contra aquesta regulació afirmant que "és el Ministeri de Salut qui hauria d'assumir la responsabilitat de frenar l'ús del tabac i treballar cap a mesures per controlar-lo i les pel·lícules no haurien de ser un mitjà per advertir que no es fumi". Kashyap va declarar inicialment que no estrenarà la pel·lícula fins que la Junta decideixi abolir la norma, però després de diversos mesos de negociacions, va optar per alliberar-lo amb l'advertiment.
El 15 de maig de 2013 es va estrenar un pòster digital de la pel·lícula, que va ser seguit pel primer tràiler teatral el 12 de setembre de 2013. La data de llançament es va avançar a l'any vinent quan es va llançar el segon tràiler el 15 de desembre de 2014. Kashyap també havia canviat el seu identificador de Twitter a "UGLYAnurag" , com a part de l'estratègia promocional. El 23 de desembre de 2014 es va celebrar una projecció especial de la pel·lícula a Bombai, a la qual van assistir diversos actors com Shahid Kapoor i Alia Bhatt. Kashyap va dir que va veure que la gent s'acostava als seus fills després de veure la pel·lícula, que creia que era el seu propòsit per fer la pel·lícula.
Ugly es va estrenar a l'Índia el 26 de desembre de 2014 a 300-400 pantalles, principalment a les ciutats metropolitanes. Diversos analistes comercials havien predit que la pel·lícula només atendria un nínxol de públic. La pel·lícula també es va estrenar en cinemes a França i Bèlgica. Va ser llançat en DVD l'1 de març de 2015 i també està disponible a Amazon Prime Video. També es va projectar al XLVI Festival Internacional de Cinema Fantàstic de Catalunya, en el que va obtenir una menció especial al Premi Focus Casa Àsia.

## Recepció

### Recepció crítica
Després de la seva publicació, Ugly va rebre un gran reconeixement de la crítica.El crític de cinema Raja Sen la va anomenar la "pel·lícula millor de Kashyap", escrivint: "Ugly és una història de turment, teixida magistralment al voltant del desencadenant universalment urgent d'un menor que desapareix." Shweta Kaushal, donant una crítica positiva a la pel·lícula la va anomenar "fosca, atractiva" i "s’ha de veure". Kaushani Banerjee de Deccan Chronicle va escriure: "Cada fotograma té un matís fosc i Ugly no conclou fins que s'exploren totes les vies possibles d'empatia de l'audiència." Mihir Fadnavis de Firstpost va anomenar Ugly, la "millor pel·lícula de Kashyap des de Black Friday". Una ressenya realitzada per India Today va qualificar la pel·lícula com una "obridora d'ulls" i "una de les millors pel·lícules de l'any". Saibal Chatterjee de NDTV, la va anomenar "indescriptiblement millor que tota la basòfia que Bollywood convencional va passar per entreteniment aquest any." Meena Iyer de The Times of India va donar una puntuació de quatre de cinc estrelles i va dir: "No és per als dèbils de cor, sinó per a aquells que estan disposats a deixar viure els moralment decrèpits". Subhash K. Jha a la seva ressenya va esmentar: "Saps que aquests personatges són interpretats per actors. I que hi ha una càmera que enregistra les seves activitats. Però et deixes creure que això no és una imaginació." Suprateek Chatterjee de HuffPost va donar una crítica positiva a la pel·lícula i va anomenar Kashyap l'"antítesi de Sooraj Barjatya". Arunava Chatterjee va anomenar Ugly una "ficció criminal innovadora" i "una de les millors de Kashyap fins ara." Sonia Chopra de Sify va donar una ressenya positiva i va escriure: "Kashyap ens ofereix una pel·lícula que representa un reflex inquietant de la vida."
Contràriament a les respostes positives, una ressenya de Bollywood Hungama va escriure: "Mira-la si ets fan d'Anurag Kashyap, en cas contrari evita-la!". Shubhra Gupta de The Indian Express, que va donar a la pel·lícula una puntuació de dues estrelles sobre cinc, va escriure: "En tot l'anada i tornada, comença a sentir-se massa llarg, i massa, sense la compensació emocional necessària." Deepanjana Pal va escriure a la seva ressenya: "Ugly  és una decepció, no sols perquè és un whodunit que s'enfonsa com un soufflé mal fet, sinó també perquè esperem millor i més de Kashyap."
Entre els crítics d'ultramar, Lee Marshall de Screen International va qualificar la pel·lícula de "tapera de segrest mandrosa" i va considerar que la història era "massa flàcida". Deborah Young de The Hollywood Reporter va esmentar a la seva crítica que Ugly és una "pel·lícula de gènere tensa i enfadada", però va considerar que la pel·lícula era relativament més feble que la pel·lícula anterior de Kashyap, Gangs of Wasseypur (2012). Maggie Lee de Variety va donar una resposta positiva i va escriure: "[..] la pel·lícula d'estil·lidíssima pel·lícula compta amb una narrativa dispersa que frustra tant com il·lumina."

### Taquilla
Ugly va ser l'última estrena del 2014 a l'Índia. Va rebre una ocupació baixa i va guanyar ₹4 milions (US$48,000)  el dia de la inauguració, que es va atribuir principalment al llançament limitat i a la promoció a petita escala. S'esperava que la pel·lícula fos retirada de les pantalles, però la recepció crítica positiva va ajudar a augmentar el nombre de taquilla. Va recollir ₹16.5 million (US$200,000) durant el cap de setmana. També es va beneficiar de la publicació d'impressió limitada, la qual cosa significava que no hi haurà molta reducció en el recompte d'impressions durant les properes setmanes. La pel·lícula també es va estrenar a França i Bèlgica, on va recaptar 80.000 euros en la seva primera setmana.
Després del final de la primera setmana de la seva estrena al cinema, Ugly va recollir ₹33.4 milions (US$400,000) a la taquilla. Segons Rentrak, un mitjà de comunicació global empresa de mesurament, la pel·lícula va recaptar un total de ₹62.3 million (US$750,000) després del final de la seva etapa en sales. Va resultar ser un èxit de taquilla, després d'haver guanyat més que el seu cost de producció de ₹45 million (US$540,000).